# Koté Mardjanichvili
Koté Mardjanichvili (en géorgien : კონსტანტინე მარჯანიშვილი), parfois orthographié Kote Marjanishvili ou Constantin Mardjanov, né le 18 mars 1872 à Kvareli (Géorgie, alors dans l’Empire russe) et mort le 17 avril 1933 à Moscou (URSS), est un directeur de théâtre et un cinéaste d'origine géorgienne, de nationalité russe puis soviétique. 

## Biographie
Il naît dans une famille de tradition militaire de Kakhétie pour laquelle la littérature occupe une place privilégiée.
De 1893 à 1909, il est acteur et directeur de théâtre dans différentes villes de Géorgie avant de partir une première fois pour Moscou, où il travaille avec les maitres de l’époque, notamment Alexander Yuzhin, Constantin Stanislavski et Edward Gordon Craig.  
De 1910 à 1920, il met en scène à Moscou  (avec le compositeur Sergueï Rachmaninov et le chanteur Fédor Chaliapine), à Tbilissi, à Rostov-sur-le-Don, à Kiev et à Petrograd.
En 1922, après la soviétisation de la Géorgie, il revient à Tbilissi et prend la direction du Théâtre national Roustavéli. En 1926, il s’en sépare, en conflit avec l’autre directeur Sandro Akhmeteli, et fonde une troupe qui joue à Tbilissi, Batoumi et Koutaïssi : elle prend son patronyme et le donnera ensuite à un deuxième théâtre de la capitale géorgienne. Par ailleurs, il est le réalisateur de courts et longs métrages durant l’ère soviétique.
De 1931 à 1933, il est metteur en scène pour différents opéras et théâtres de Moscou, avant de mourir de maladie. 
L'artiste est inhumé dans le square près de l'Opéra de Tbilissi, puis en 1964, ses restes sont déplacés au Panthéon de Mtatsminda.

## Filmographie
- 1925 : Avant le coup de vent (Qarishkhlis tsin)
- 1926 : La belle-mère de Samanichvili (samanishvilis dedinatsvali)
- 1927 : Amoki, avec les acteurs Nato Vatchnadzé et Valerian Gunia
- 1927 : Gogui Ratiani
- 1928 : Krazana
- 1929 : La Pipe du communard (Comunaris tchibukhi) [3]

## Hommage
Il a été inhumé au Panthéon de Mtatsminda. 